# Macbeth Underworld
Macbeth Underworld ist eine Oper in acht Kapiteln von Pascal Dusapin (Musik) mit einem Libretto von Frédéric Boyer nach William Shakespeares Tragödie Macbeth. Sie wurde am 20. September 2019 am Brüsseler Opernhaus La Monnaie/De Munt uraufgeführt.

## Handlung
Der Pförtner führt das Publikum mit einem gesprochenen Prolog in die Handlung ein.
Kapitel 1: „So foul so fair“
Der Geist Banquos, Lady Macbeth und das Kind treten auf. Alle drei befinden sich in der Unterwelt. Die Lady erinnert sich an die Nachricht ihres Mannes über die Prophezeiung: Drei unheimliche Schwestern grüßen Macbeth und den Geist. Sie verkünden, dass Macbeth bald König sein werde. Auch die Nachfahren des Geistes sollen Könige werden. Macbeth wird von blutrünstigen Fantasien geplagt. Der Geist erkennt, dass er wahnsinnig ist.
Kapitel 2: „Come thick night!“
Macbeth und seine Frau erwarten die Ankunft König Duncans, der die Nacht bei ihnen verbringen will. Sie wollen die Gelegenheit nutzen, ihn zu ermorden. Macbeth hat die Vision eines schwebenden Dolches, der ihn zu der Tat drängt. Die Schwestern kommentieren dies.
Kapitel 3: „Sleep no more“
Lady Macbeth träumt in ihrem Bett von ihrem zukünftigen Kind. Macbeth teilt ihr in wirren Worten mit, dass er den König getötet hat. Die Schwestern kommentieren erneut. Der Geist erscheint. Er fürchtet sich vor seinem bevorstehenden Tod und dem folgenden Tag. Macbeth leidet unter Wahnvorstellungen und glaubt nicht, jemals wieder ruhig schlafen zu können. Ein lautes Klopfen erschreckt ihn noch mehr. Der Pförtner öffnet die Tore zur Unterwelt.
Kapitel 4: „Nox perpetua“
Die Schwestern singen ein Requiem für den Ermordeten. Unterdessen lassen sich Macbeth und seine Frau krönen. Sie wollen die Vergangenheit vergessen.
Kapitel 5: „Look the Ghost enters“
Bei der Krönungsfeier tritt Macbeths Wahnsinn immer stärker hervor. Der Pförtner kündigt den Auftritt des Geistes an, den aber nur Macbeth selbst sehen kann. Dessen Reaktionen beunruhigen die Lady. Sie fordert ihren Mann auf, zu Bett zu gehen und zur Beruhigung ein Schlaflied zu singen.
Kapitel 6: „A deed without a name“
Lady Macbeth grübelt über den Verlust ihrer Fähigkeit zum Lieben nach. Unterdessen verlangt Macbeth von den Hexen Aufklärung über sein Schicksal. Die Schwestern verkünden ihm, dass ihn kein von einer Frau geborener Mann überwinden könne und er unbesiegt bleibe, bis sich der Wald von Birnam gegen ihn erhebe.
Kapitel 7: „Out damned spot!“
Lady Macbeth versucht zwanghaft, einen imaginären Blutfleck von ihren Händen zu entfernen. Auch bei ihr mehren sich Anzeichen von Wahnsinn. Der Pförtner paraphrasiert den 1. Korintherbrief: „Tod, wo ist dein Stachel“.
Kapitel 8: „Out brief candle!“
Der Geist teilt Macbeth mit, dass die Lady tot sei. Die beiden beobachten, wie sich der Wald von Birnam in Bewegung setzt. Macbeth fühlt sich von der Prophezeiung getäuscht. Außer sich vor Wut und Verzweiflung ruft er Fluten und Stürme herbei. Das Kind und die Schwestern erscheinen und mahnen ihn zur Umkehr. Das Kind erklärt ihm, dass es vor seiner Geburt aus dem Leib seiner Mutter geschnitten wurde. Seine Stimme sei sein Schwert. Macbeth werde als Monster und Tyrann in Erinnerung bleiben. Dennoch will Macbeth nicht aufgeben.

## Gestaltung
Das Macbeth-Sujet beschäftigte Dusapin über einen längeren Zeitraum. Inspirationen gewann er vor allem aus den mehr als 100 Verfilmungen des Sujets, die er sich nach eigener Aussage sämtlich ansah – von der ältesten Stummfilm-Fassung von 1908 über Studentenarbeiten bis zu den Hollywood-Blockbustern. Die Macbeth-Oper Giuseppe Verdis spielte als Vorlage kaum eine Rolle. Dusapin erkannte, dass das Sujet immer intakt blieb, egal wie sehr der Text verändert wurde. Daher behandelte er das Thema mit großer Freiheit. Bei ihm setzt die Handlung an dem Punkt ein, an dem sämtliche Charaktere bereits tot sind. Eine besondere Bedeutung hatte Roman Polanskis Macbeth-Film von 1971, dem er die Figur des Pförtners entnahm – laut Beschreibung in der Partitur ein etwas verwirrter und komischer, aber auf gewisse Weise furchteinflößender Charakter sowie Wächter der Unterwelt. Die Lady Macbeth ist an Judi Denchs Darstellung dieser Rolle angelehnt. Ihren Wortrhythmus in der Szene des Händewaschens (7. Kapitel) übernahm Dusapin unverändert in seine Oper. Wie bei Polanski ist die Lady in Macbeth Underworld keine „perverse Narzisstin, die die Welt um sie herum dominiert“, sondern ein eher zerbrechlicher Charakter, für den Dusapin die „fragile Stimme“ Magdalena Koženás auswählte. Deren Darstellung in Monteverdis L’incoronazione di Poppea in Paris brachte ihn auf die Idee, sie von einer Erzlaute begleiten zu lassen, um das Elisabethanische Zeitalter heraufzubeschwören. Macbeths Charakterbeschreibung in der Partitur beschränkt sich auf die Worte „Macbeth ist verrückt“ („Macbeth has gone mad“). Die drei Schwestern werden grundsätzlich vom Frauenchor begleitet, der wie ein Echo agiert. Ihr Text ist rätselhaft und widersprüchlich. Sie drücken Macbeths Begehren aus. Das Kind ist eine Art Phantom, möglicherweise der nach Rache dürstende Sohn Banquos oder ein nie geborenes Kind der Macbeths. Es soll idealerweise von einem Jungen mit fester entschlossener Stimme dargestellt werden, da es Macbeth am Ende der Oper tötet. Der Geist Banquos steht zugleich für das Schicksal und das Gewissen Macbeths.
Die Handlung wird nicht im Zusammenhang erzählt, sondern in Form von Bruchstücken mit den bekannten Elementen aus Shakespeares Tragödie in Form von Erinnerungen der bereits verstorbenen Protagonisten. Zum inhaltlichen Verständnis ist daher die Kenntnis der Vorlage Voraussetzung. Der Schwerpunkt liegt auf den düsteren Episoden. Joachim Lange bezeichnete das Werk in der Neuen Musikzeitung als eine „packende[] Nachtwanderung durch die Abgründe und Nebelschwaden des von Menschen gemachten und von Menschen gewollten Bösen. Es ist ein Shakespeare, der durch die Mühle eines Alptraums gedreht wurde.“
Die Gesangspartien verwenden unterschiedliche Ausdrucksmittel vom Sprechen und Sprechgesang bis hin zum Arioso. Das Orchester wird von den düsteren Klängen der Bläser und tieferen Streichinstrumente beherrscht. Eine Orgel steht für die „metaphysische Dimension des Stoffs“. Den Orchestersatz beschrieb Michael Stallknecht in der Süddeutschen Zeitung als „harmonische[] Flächen, in denen das orchestrale Geflecht sich fortwährend verschiebt, ausdünnt und wieder verdichtet.“

### Orchester
Die Orchesterbesetzung der Oper enthält die folgenden Instrumente:
- Holzbläser: drei Flöten (3. auch Piccolo), zwei Oboen (2. auch Englischhorn), zwei Klarinetten in B, Bassklarinette, zwei Fagotte (2. auch Kontrafagott)
- Blechbläser: vier Hörner in F, zwei Trompeten, zwei Tenorposaunen, Tuba
- Orgel
- Schlagzeug (vier Spieler, davon zwei hinter der Bühne oder in den Kulissen):
  - I: zwei Kastagnetten, Tambour de basque, zwei Becken (klein und groß), kleine Trommel, drei chinesische Blöcke, Plattenglocken (Cis, D, E, F, teilweise gemeinsam mit Spieler 2), Mark Tree (Stahl, groß), Tingsha, Glockenspiel (drei Oktaven), Peitsche, Rakatak, Maracas „Yoman“, Becken „Spiral“, Kola, Schwert
  - II: Ratsche (groß und sehr klangvoll), Becken (groß), Sizzle-Becken, drei Kuhglocken (ohne feste Tonhöhe, mit scharfem Klang), Crotales, Tamtam (mittelgroß), drei Bongos, drei Djudjus (schwarz, hellbraun, dunkelbraun), Kette (groß und schwer, in einem Metallbecken), Tamburin, Shékere „Yoman“, Spring drum, Glockenstab, Großer Regenstock, Schwert
  - hinter der Szene: Große Trommel, Tamtam (so groß wie möglich), Crash-Becken, Kirchenglocke in e’ (vorzugsweise echte Glocke mit rauem und düsterem Klang, ggf. auf der Bühne), Donnereffekt (Blech oder große Spring drum), große Holztrommel (afrikanisch oder vom Typ „Hammer“ mit pulsierendem Ton), Effekt „On entend des coups“ (Schläge an der Höllenpforte), Waldgeräusche
- Streicher: zwölf Violinen 1, zehn Violinen 2, acht Bratschen, sechs Violoncelli, vier (oder sechs) Kontrabässe
- Bühnenmusik: Erzlaute

## Werkgeschichte
Pascal Dusapins Oper Macbeth Underworld entstand im Auftrag des Brüsseler Opernhauses La Monnaie/De Munt. Das Libretto verfasste Frédéric Boyer nach William Shakespeares Tragödie Macbeth.
Die Uraufführung fand am 20. September 2019 im Brüsseler Opernhaus in einer Inszenierung von Thomas Jolly statt. Die Ausstattung stammte von Bruno De Lavenère, die Kostüme von Sylvette Dequest und das Lichtdesign von Antoine Travert. Alain Altinoglu leitete das Symphonieorchester und den Frauenchor von La Monnaie. Die Sänger waren  Magdalena Kožená (Lady Macbeth), Georg Nigl (Macbeth), Ekaterina Lekhina, Lilly Jørstad und Christel Loetzsch (unheimliche Schwestern), Naomi Tapiola (Kind), Kristinn Sigmundsson (Geist) und Graham Clark (Pförtner). Es handelte sich um eine Koproduktion mit der Pariser Opéra-Comique und der Opéra de Rouen Normandie.
Die Produktion kam beim Publikum gut an, und auch die Rezensenten äußerten sich überwiegend positiv. Joachim Lange von der Neuen Musikzeitung sagte dem Werk „ein Nachleben nach der erfolgreichen Premiere“ voraus. Waldemar Kamer rühmte im Online Merker sowohl die Musik Dusapins als auch die Ausführenden. Die Inszenierung „aus Shakespeares Welt“ hielt er ebenfalls für „maßgebend für den Erfolg des Abends“. Jolly und sein Team hätten „kongenial mehr aus dem Stück gemacht als in der Vorlage stand“. Der Regie gab er ein „Extra-Lob […] für die exzellent durchdachten theaterwirksamen Handlungsabläufe und Personenführung“. Alma Torretta lobte im italienischen Giornale della musica besonders die Ausführenden, das von Altinoglu geleitete Orchester sowie sämtliche Sänger. Hans Reul vom Belgischen Rundfunk sah „das Libretto [als] einzige[n] kleine[n] Schwachpunkt in einer ansonsten in jeder Hinsicht sehr gelungenen neuen Macbeth-Oper“. Michael Struck-Schloen äußerte sich in der Opernwelt enttäuscht vom „Stück und seiner Präsentation“. Es bleibe „an Spannung und Magie weit hinter Shakespeares Original (und auch hinter Giuseppe Verdis Vertonung) zurück“. Die Figuren seien trotz der Leistung der Interpreten „blutarme Zombies, weil ihnen die Konflikte fehlen“. Manuel Brug von der Welt nannte das Werk eine „fast schamlos zugängliche[] Shakespeare-Paraphrase“. Guillaume Tion von France Musique fand das Bühnenbild „außergewöhnlich, erschreckend, gigantisch“ („extraordinaire scénographie, terrifiante, gigantesque“) und verglich seine Ästhetik mit dem Stil der Präraffaeliten. Auch die Musik sei „wunderschön“ („magnifique“). Sie vereine eine Vielfalt unterschiedlichster Stile bis hin zur Folklore.
Eine weitere Produktion gab es 2021 in Saarbrücken in einer Inszenierung von Lorenzo Fioroni.

## Aufnahmen
- 20. September 2019 – Alain Altinoglu (Dirigent), Thomas Jolly (Inszenierung), Bruno De Lavenère (Ausstattung), Sylvette Dequest (Kostüme), Antoine Travert (Licht), Symphonieorchester und Frauenchor von La Monnaie.
  Magdalena Kožená (Lady Macbeth), Georg Nigl (Macbeth), Ekaterina Lekhina, Lilly Jørstad und Christel Loetzsch (unheimliche Schwestern), Naomi Tapiola (Kind), Kristinn Sigmundsson (Geist), Graham Clark (Pförtner).
 Videomitschnitt der Uraufführung.
 Videostream auf der Website des Brüsseler Opernhauses La Monnaie/De Munt.[5]
- 2021 – Justus Thorau (Dirigent), Lorenzo Fioroni (Inszenierung), Paul Zoller (Bühne), Katharina Gault (Bühne), Karl Wiedemann (Licht).
 Dshamilja Kaiser (Lady Macbeth), Peter Schöne (Macbeth), Maria Carla Pino Cury (unheimliche Schwester 1), Valda Wilson (unheimliche Schwester 2), Carmen Seibel (unheimliche Schwester 3), Melissa Zgouridi (unheimliche Schwester 4), Marie Smolka (Kind), Hiroshi Matsui (Geist), Algirdas Drevinkas (Pförtner).
 Video; live aus dem Saarländischen Staatstheater Saarbrücken.
 Videostream auf Arte Concert.[13]